# Cicindela splendida
Cicindela splendida este o specie de insecte coleoptere descrisă de Nicholas Marcellus Hentz în anul 1830. Cicindela splendida face parte din genul Cicindela, familia Carabidae. Această specie nu are alte subspecii cunoscute.